# LAN Manager
LAN Manager byl původně Síťový operační systém dostupný od různých dodavatelů a vyvinutý společností Microsoft ve spolupráci s 3Com Corporation. Byl navržen pro úspěch softwaru pro síťové servery 3Com's 3+Share, který běžel na silně modifikované verzi systému MS-DOS.

## Historie vývoje
LAN Manager vychází z OS/2 operačního systému vyvinutého společností IBM a Microsoft. Původně byl používán Server Message Block (SMB) protokol buďto na NetBIOS Frames protocol (NBF) nebo na specializované verzi protokolu Xerox Network Systems (XNS). Tyto starší protokoly jsou potomky předchozích produktů, jakými jsou MS-Net pro MS-DOS, Xenix-NET pro MS-Xenix, a již výše zmíněný 3+Share.
Verze LAN manageru pro unixové systémy, které se označují jako "LAN Mangaer/X" (LAN Manager pro Unix nrbo LM/X) byly uvedeny na trh také. Software byl branou od Windows verze do různých unixových implementací. To vzniklo na základě společného projektu mezi HP a Microsoft v letech 1988-89. LM/X byla původně nabídnuta k prodeji pro HP-UX, SCO Unix a ATT Unix začíná na konci léta 1989. LM/X port je zahrnut v malém balení pro lehké, synchronní vlákna. Tyto hardwarové specifické komponenty byly poskytnuty pro x86, PA a mikroprocesory Motorola 68K. Původní port měl omezenou podporu pro pojmenované kanály a poštovní schránky, ale podporuje obojí sdílení a základní uživatelský souborový systém.
V roce 1990, Microsoft vydal LAN Manager 2.0 s řadou vylepšení, včetně podpory pro TCP/IP jako transportní protokol. Poslední verze LAN Manager 2.2, která zahrnovala MS-OS/2 1.31 základní operační systém, zůstala zůstala strategickým serverovým systémem Microsoftu do vydání Windows NT Advanced Server v roce 1993.
Mnoho výrobců dodává licencované verze, které zahrnují:
- 3Com Corporation 3+Open
- HP LAN Manager/X
- IBM LAN Server
- Tapestry Torus

## Slabá místa v zabezpečení
LAN Manager ověřuje uživatele velmi slabou hešovací metodou, kdy uživatelské heslo je zašifrováno pomocí tzv. LM hash. Ta vytváří odhadnutelnou jednosměrnou funkci prolomitelnou během několika sekund pomocí tzv. Duhové tabulky resp. tabulek, nebo během několika hodin pomocí útoku hrubou silou. Její použití ve Windows NT bylo nahrazeno protokolem NTLM, který je sice stále zranitelný vůči duhovým tabulkám, ale je méně náchylný k útoku hrubou silou. Oba protokoly byly následně zatraceny ve prospěch Kerberosu, ale zůstávají využívána kvůli zpětné kompatibilitě a interoperabilitě.
Hlavní nedostatky autentizačního protokolu u LAN Manageru jsou:
1. Hesla nerozlišují velká a malá písmena. Všechna hesla jsou převedeny do velkých písmen a to před generováním hodnoty hashe. Proto vrací hesla SlovO, sLOvo, SLOvo a další podobné kombinace stejné výsledky jako kdybychom napsaly SLOVO. Heslo je také omezeny podmnožinu, že musí spadat do znakové sady ASCII.
2. Délka hesla je omezena na maximálně 14 znaků.
3. Heslo dlouhé 14 znaků je rozděleno po sedmi znacích a hash se počítá pro obě poloviny samostatně. Tento způsob výpočtu hodnoty hash umožňuje exponenciálně snadněji prolomit heslo, protože útočník potřebuje na útok brutální silou odhalit jen dvakrát 7 znaků namísto 14 znaků najednou. To zmenšuje odolnost 14 znakového hesla na hodnotu rovnou dvojnásobku u 7 znakového hesla, což je výrazně méně složité než prolomit 14 znaků hesla.
4. Pokud je heslo dlouhé 7 znaků nebo méně, pak druhá polovina hash bude vždy produkovat stejnou konstantní hodnotu. Proto, pokud délka hesla je menší nebo rovna sedmi znakům, pak heslo délky 7 znaků nebo méně lze zviditelnit bez použití nástrojů.
5. Hash hodnota je odeslána na server po síti, aniž by se přidala tzv. Kryptografická sůl, což způsobuje její zranitelnost proti Man in the middle útokům, jako metoda pass the hash.